# 克雷格·贝拉米
克雷格·贝拉米（英語：Craig Bellamy，1979年7月13日—），出生於威尔士加的夫的已退役職業足球運動員，曾是威爾斯足球代表隊成員，以其速度快及勤力見稱，最後效力英格蘭球會卡迪夫城。

## 生平

### 球會
諾域治
比拿美出身自諾域治的青訓系統，他第一次為「金絲雀」出場是在1997年3月15日對水晶宮的比賽上。比拿美於1997/98年賽季成為球隊的正選，出場38次射入13球。比拿美於1998-99賽季因為在對狼隊的比賽中受傷而两个月未能出戰，但是這仍是一個成功的賽季，出賽38次射入17球。
比拿美在1999/00年賽季持續未能出賽，因為他在季前熱身賽對著修安聯時弄傷膝部，一直未能痊癒，最後在2000年4月傷癒。比拿美於2000年的夏季成為轉會舞台的主角，很多球會像紐卡素、熱刺、些路迪和溫布頓等等都對比拿美有興趣，他最終以650萬英鎊加盟高雲地利。
高雲地利
比拿美以一個不成功的開始加盟高雲地利，直至12月只射入3球。有傳聞他會回歸諾域治，但未有真實的證據。高雲地利正在英超保級地帶奮鬥，比拿美表明假如球會降班至英冠，就不會繼續留效。賽季完球後，高雲地利需要降级，把比拿美以600萬英鎊賣到紐卡素。比拿美曾公開咒罵球迷不支持他，這使到高雲地利的球迷對比拿美產生起仇恨。
紐卡素
比拿美在紐卡素的開始是美好的，他在首次上場對著比利時球會洛克倫（Lokeren）就為球隊入球。在領隊博比·罗布森的領導和前英格蘭前鋒舒利亞的伴隨下，他成為一個多產的前鋒。在他於紐卡素的第一個球季，他繼承上一季的謝拉特獲得了PFA年度最佳青年球員獎項。
在第二個球季，他得到了於紐卡素最重要的時間，他在歐聯的分組賽上對著飛燕諾的比賽上射入兩球，最終紐卡素以3-2的比數獲得勝利，能夠進入第二階段分組賽。不幸地是，在下一場比賽（1-4敗給國際米蘭）因踢向對方後衛而被逐出場，最終更要停賽三場。他的好勝心是他的致命弱點，在2003年3月，有傳聞說比拿美在卡迪夫的一間夜總會因種族歧視而攻擊一個人。
當卜比·笠臣於2004年8月離開後，比拿美與新的領隊桑拿士不和。在2005年1月23日，比拿美於對著阿仙奴的比賽缺陣。賽前，桑拿士說比拿美的腿筋有問題，但這卻與他賽前的訪問有衝突，聲稱比拿美因為未準備成為右中場而要做後備。幾分鐘後，比拿美在訪問上說他準備好去踢任何一個位置，他承認他對於在阿仙奴比賽上的「假受傷」感到驚訝，在繼後的訪問，他譴責桑拿士對他說謊。兩日後，球會對比拿美罰款8萬鎊（兩個星期的工資）。在2005年1月31日（轉會期最後一日），比拿美被球會借至蘇格蘭的些路迪。在餘下的賽程，他反對了轉會至伯明翰城的方案。
些路迪及布力般流浪
他在借至些路迪的賽季射入9球，而且是奪得蘇格蘭足總盃的冠軍成員之一，是他足球生涯中第一個獎盃。些路迪希望把他買斷，但在2005年7月7日，他宣佈他將會以傳聞250萬至500萬的英鎊回歸英超加盟布力般流浪，他簽了一紙4年的合約，重投前威爾斯領隊马克·休斯的懷抱，在第一季射入17球，重燃了少數大球會對他的興趣。
利物浦
2006年6月20日，贝拉米傳聞將會以650萬英鎊加盟足總盃冠軍利物浦，利物浦的領隊賓尼迪斯接著說：「比拿美有的能力、速度、智慧，都是我們需要的。」因為比拿美年青時崇拜利物浦，令到談判更容易地進行，他於2006年6月23日簽約，並於7月1日正式成為利物浦球員，現在比拿美的累計總轉會金額已接近2,000萬英鎊了。
在2006年8月9日，比拿美在作客以2-1擊敗海法馬卡比的歐聯第三圈外圍賽射入首個入球，並在2006年英格蘭社區盾對著車路士助攻了勝利的一球，在餘下10分鐘時左路底線傳給高治，並頂成入球，最後贏得社區盾。他在2006年10月14日對著布力般流浪的聯賽上射入聯賽的第一球，為紅軍保住貴重的一分。
在12月2日，利物浦作客迎戰韋根，比拿美剛擺脫傷人案後，為利物浦正選上陣。比拿美在全場表現甚勇，在上場9分鐘及26分鐘分別以接應門將連拿球門球及謝拉特的傳中，再憑着個人速度突爆守衛，兩度攻破韋根大門；後來，在上半場40分鐘，再度接應謝拉特傳球，個人單刀面對門將，施以單刀橫傳給後上的古治，個人梅開二度及為隊友製造入球，舒緩不少對他入球荒的言論壓力。2007年2月10日，比拿美在他第300場比賽上陣作客對紐卡素時，倒戈相向，射入一球，不過利物浦最終負1-2。
韋斯咸
比拿美於2007年7月10日以750萬英鎊轉投韋斯咸，簽約五年。
曼城
2009年1月19日比拿美再次轉投由马克·休斯帶領剛獲得中東財團收購的曼城，轉會費沒有透露，簽約四年半，而其累計轉會費據報已高達4,300萬英鎊。
2010年8月17日比拿美被外借到英冠球會卡迪夫城，為期一個球季，是他自15歲離家後首次返回家鄉效力當地球隊。
重返利物浦
2011年8月31日，比拿美與曼城解約重返利物浦。這次的重返與上次初加盟所不同的是，他不僅是為他兒時便所喜愛的俱樂部效力，更同時是在他的兒時偶像紅軍國王杜格利殊手下踢球。貝拉米重歸後的首次上陣是在聯賽第四輪對陣史篤城時以替補身分登場，卻苦吞敗戰，第二場聯賽第五輪對上熱刺也是相同情況。到了第三場則是在聯賽盃首發，並取得重歸後首顆進球，幫助球隊以2:1力克英冠球隊白禮頓。2011年10月22日，對舊東家諾域治的比賽中取得重返利物浦後的首個聯賽入球。
卡迪夫城
2012年8月10日，比拿美轉投英冠球隊卡迪夫城並簽2年合約。2014年5月，隨著球隊由英超降回英冠，比拿美亦宣佈掛靴。

### 國家隊
比拿美於1997-98年賽季首次為威爾斯上陣，於友誼賽對牙買加。在2006年10月，當傑斯因傷未能於對著斯洛伐克的2008年歐洲國家盃外圍賽後，比拿美被領隊陶錫指派成為隊長，但是卻在首仗大敗1-5，但他第二場以隊長身分比賽，對著塞浦路斯的比賽上則以3-1獲得首場勝利。在傑斯於2007年6月2日退出國家隊後，比拿美獲指派為隊長。

## 個人生活
比拿美的父親，道格拉斯本來是鋼鐵廠的經理，母親安琪拉是一位護理人員。他的祖父是馬爾他人。比拿美有一個大哥一個弟弟，哥哥保羅在「SWALEC call中心」工作，而弟弟馬太是一個焊工學徒。比拿美在卡迪夫的貝登堡學校（Baden Powell Primary School）讀書。比拿美的家庭之後搬至特羅布里奇區的屋村，並就讀特羅布里奇學校（Trowbridge Junior School）及拉姆尼學校（Rumney High School）。
比拿美有一個青梅竹馬的愛人Claire Jansen，並育有三名孩子，兩名兒子亞歷斯（Alex）及金馬倫（Cameron）和女兒歷茜（Lexie）。在2006年6月3日星期天，他們在鄰近卡迪夫的格拉摩根結婚，比拿美借了一架粉紅色的勞斯萊斯去駕駛至婚禮。但2012年12月2日英國報章報導兩人正辦理離婚手續，並早於2012年9月經巳分居。

## 榮譽
些路迪
- 蘇格蘭足總盃：2004/05年；

 利物浦
- 英格蘭社區盾：2006/07年；
- 英格蘭聯賽盃冠軍：2011/12年